# Ariel Waller
Ariel Waller (* 16. Mai 1998 in Toronto, Ontario) ist eine ehemalige kanadische Kinderdarstellerin.

## Leben und Wirken
Ariel stammt aus einer jüdischen Familie und spricht fließend Englisch und Französisch. Sie hat zwei ältere Schwestern.
Ihr Spielfilmdebüt hatte sie 2005 in dem Kinofilm Das Comeback (Originaltitel: Cinderella Man) von Ron Howard als Filmtochter von Russell Crowe (als Boxer Jim Braddock) zu sehen.
Waller ist durch ihre Rolle als Marti Venturi, das jüngste von fünf Kindern, in der amerikanischen Sitcom Mensch, Derek! bekannt. Für diese Rolle wurde sie sowohl 2007 als auch 2008 für den Young Artist Award nominiert.